# Christian Gross
Christian Gross, född 14 augusti, 1954 i Zürich, Schweiz, är en schweizisk fotbollstränare, och före detta fotbollsspelare. 

## Tränarkarriär
Den 27 december 2020 blev Gross anställd som ny huvudtränare i Schalke 04. Han blev klubbens fjärde tränare under säsongen efter David Wagner, Manuel Baum och tillfällige Huub Stevens. Den 28 februari 2021 blev Gross avskedad av klubben.